# Dzoravank
Dzoravank (en arménien Ձորավանք ; anciennement Gharaghaya) est une communauté rurale du marz de Gegharkunik, en Arménie. Elle compte 162 habitants en 2008.